# Megachile rossi
Megachile rossi là một loài Hymenoptera trong họ Megachilidae. Loài này được Mitchell mô tả khoa học năm 1943.